# Predavanje
Predavanje (iz francoskega lecture, kar pomeni branje) je ustna predstavitev, namenjena predstavitvi informacij ali poučevanju ljudi o določenem predmetu, na primer univerzitetni ali visokošolski učitelj. Predavanja se uporabljajo za posredovanje kritičnih informacij, zgodovine, ozadja, teorij in enačb. Govor politikov, ministrova pridiga ali celo prodajalčeva predstavitev poslovneža so lahko po obliki podobni predavanju. Običajno bo predavatelj stal pred prostorom in recitiral informacije, ki so pomembne za vsebino predavanja.
Čeprav je učna metoda predavanja podvržena veliko kritikam, je v visokošolskem izobraževanju še vedno prevladujoča metoda poučevanja pri večini predmetov. [1] Kritiki poudarjajo, da je predavanje večinoma enosmerna metoda komunikacije, ki ne vključuje pomembne udeležbe občinstva, temveč se opira na pasivno učenje. Zato je predavanje pogosto v nasprotju z aktivnim učenjem. Predavanja, ki jih izvajajo nadarjeni govorci, so lahko zelo spodbudna; predavanja so vsaj v akademskih krogih preživela kot hiter, poceni in učinkovit način, kako lahko velikemu številu študentom predstaviti določeno študijsko področje.
Predavanja imajo pomembno vlogo tudi zunaj izobraževanja. Akademske in znanstvene nagrade pogosto vključujejo predavanje kot del protokola, akademske konference pa se pogosto osredotočajo na "uvodne predstavitve", tj. predavanja. Javno predavanje ima dolgo zgodovino v znanosti in družbenih gibanjih. Cerkve, skupnostni centri, knjižnice, muzeji in druge organizacije so pogosto gostile predavanja v podporo svojim misijam ali interesom volivcev. Predavanja predstavljajo nadaljevanje ustne tradicije v nasprotju z besedno komunikacijo v knjigah in drugih medijih. Predavanja nekateri označijo kot zvrst t.i. sive literature.

## Etimologija
Beseda "predavanje" izvira iz 14. stoletja, in pomeni "branje, tisto, kar se bere," iz latinskega glagola lectus,(iz legere, "brati"). Njegov poznejši pomen kot "govorno podajanje vsebinsko zaokrožene strokovne snovi" (SSKJ) za namene izobraževanja, se je razvil 16. stoletju. Glagol "predavati" se je začel uporabljati leta 1590. Latinski samostalnik "lectern" (govorniški pult, oz. katéder) se nanaša na mizo, ki jo uporabljajo učitelji, oz. predavatelji.

## Zgodovina
Na srednjeveških univerzah je bilo običajno, da je predavatelj bral iz originalnega vira razredu študentov, ki so si na predavanju delali zapiske. Branje iz originalnih virov se je razvilo v branje glosov na izvirniku in nato bolj splošno v pripravljena predavanja. Zgodovinsko gledano je bilo razširjanje znanja s pomočjo ročno napisanih zapiskov bistven element akademskega življenja.
Tudi v dvajsetem stoletju so zapisana predavanja, ki je pripravil študent ali pa učitelj, lahko dosegli širok krog (glej na primer genezo Ferdinanda de Saussurej-a Cours de linguistique générale). Mogoče so tudi zato, številni predavatelji bili in še vedno,  vajeni, da svoja predavanja preberejo s katedra. Kljub temu je bolj običajno, da danes predavanja vključujejo dodatne dejavnosti, npr. pisanje na tablo s kredo, vaje, spraševanje in razprave ali predstavitve študentov.
Uporaba multimedijske predstavitvene programske opreme, kot je Microsoft PowerPoint, je spremenila obliko predavanj, npr. vključeni so vnaprej pripravljeni  videi, grafike, spletne strani ali vaje. Najpogosteje pa so predstavljeni le orisi, sestavljeni iz "alinej". Kritiki, kot je Edward Tufte, trdijo, da lahko tak slog predavanja občinstvo "bombandira" z nepotrebno in morda motečo ali nejasno grafiko.
Z razvojem tehnologije se vse bolj uveljavlja spremenjena oblika predavanj, ki je običajno predstavljena v kratkih odsekih od 5 do 15 minut, je predstavljena v obliki video posnetkov, na primer v množičnih odprtih spletnih tečajih (MOOC) ali v programih, kot je Khan Academy.